# 卡奥岛
卡奥岛（Kao）是汤加的一座岛，也是该国一个重要的旅游景区。该岛上有一座成层火山，火山海拔1,030米（3,379英尺），是汤加的最高点。该火山上次的喷发时间目前还不能确定，也没有熔岩遗迹，但是经过侵蚀作用形成的小峡谷和卡奥的海崖可以证明该地在最近有火山喷发。卡奥岛在托富阿岛北部6公里。